# Like Gods of the Sun
Like Gods of the Sun – czwarta płyta studyjna brytyjskiego zespołu My Dying Bride wydana 7 października 1996 roku przez wytwórnię płytową Peaceville.

## Lista utworów
Opracowano na podstawie materiału źródłowego.
| Nr  | Tytuł utworu                                        | Długość |
| --- | --------------------------------------------------- | ------- |
| 1.  | „Like Gods of the Sun”                              | 5:41    |
| 2.  | „The Dark Caress”                                   | 5:58    |
| 3.  | „Grace Unhearing”                                   | 7:19    |
| 4.  | „A Kiss to Remember”                                | 7:31    |
| 5.  | „All Swept Away”                                    | 4:17    |
| 6.  | „For You”                                           | 6:37    |
| 7.  | „It Will Come”                                      | 4:27    |
| 8.  | „Here in the Throat”                                | 6:22    |
| 9.  | „For My Fallen Angel”                               | 5:55    |
| 10. | „It Will Come” (Nightmare mix; utwór dodatkowy)     | 5:36    |
| 11. | „Grace Unhearing” (Portishell mix; utwór dodatkowy) | 7:05    |
|     |                                                     | 1:06:48 |

## Twórcy
Opracowano na podstawie materiału źródłowego.
| Zespół My Dying Bride w składzie - Aaron Stainthorpe – śpiew - Andrew Craighan, Calvin Robertshaw – gitara, produkcja - Adrian Jackson – gitara basowa - Rick Miah – perkusja - Martin Powell – instrumenty klawiszowe, skrzypce |  | Inni - Robert "Mags" Magoolagan – produkcja, inżynieria dźwięku - Andy Green, Kevin Rose, Gabe Mera – oprawa graficzna albumu |

## Listy sprzedaży
| Lista                   | Kraj      | Pozycja |
| ----------------------- | --------- | ------- |
| Suomen virallinen lista | Finlandia | 33      |